# Eupterote lineosa
Eupterote lineosa är en fjärilsart som beskrevs av Walker 1855. Eupterote lineosa ingår i släktet Eupterote och familjen Eupterotidae. Inga underarter finns listade i Catalogue of Life.